# Timarc (general)
Timarc (en llatí Timarchus, en grec antic Τίμαρχος) fou un general atenenc.
Va ser nomenat comandant d'una expedició contra la ciutat de Mègara el 408 aC, conjuntament amb un altre general de nom Leotròfides (Leotrophides). L'esmenta Diodor de Sicília (Bibliotheca historica, XIII.65).